# 堤貝塚
座標: 北緯35度21分43.4秒 東経139度25分26.6秒 / 北緯35.362056度 東経139.424056度
堤貝塚（つつみかいづか）は、神奈川県茅ヶ崎市堤および堤字十二天に所在する縄文時代後期の貝塚・集落遺跡。東西に別れた貝塚の内、西貝塚が神奈川県指定史跡、東貝塚が茅ヶ崎市指定史跡に指定されている。

## 概要
貝塚を伴う集落であり、貝層下に竪穴建物などがあり、出土遺物としては土器や釣針、貝輪などがある。貝層を構成する貝類は、ダンベイキサゴやチョウセンハマグリなど、外湾性・岩礁性のものが多い。相模湾沿岸の地域に残る数少ない縄文時代後期の貝塚の1つで、貝塚は東貝塚と西貝塚に分かれ、西貝塚は1992年（平成4年）2月14日に神奈川県指定史跡となった。2015年（平成27年）6月1日には、東貝塚が茅ヶ崎市指定史跡となっている。
また、1962年（昭和37年）に岡本勇らによる発掘調査で出土した深鉢形土器が、2013年（平成25年）3月15日に茅ヶ崎市指定有形文化財に指定されている。